# Otto von Müllen
Ernst Ludvig Otto von Müllen (29. juni 1906 i København – 12. oktober 1995) var en dansk maler.

## Karriere
Hans forældre var møbelsnedker, senere kriminaloverbetjent Ernst Mogens von Müllen og Helga Hansen Wonsel. Müllen blev uddannet malersvend 1924 og var elev af Kunstakademiet i forårssemestret 1929 under Aksel Jørgensen. Han var også elev af P. Rostrup Bøyesen 1931-35. 1941 modtog han et stipendium fra De Bielkeske Legater. Han var i Paris og Schweiz 1930 og besøgte Sverige, Norge, England, Irland og Holland 1962. 
Otto von Müllen har især malet livet fra markedspladserne, i cirkus og i forlystelsesparker. Derudover har han udført landskabsmalerier, især fra Bornholm og Fyn. 
Han blev gift 11. august 1937 i København med Gertrud Arnesen (30. januar 1907 smst. – 21. februar 1995), datter af maskiningeniør, kaptajn ved Hærens Tekniske Korps, senere direktør Christian Georg Arnesen og Valborg Würtz. 

## Udstillinger
- Kunstnernes Efterårsudstilling 1930, 1939, 1942, 1944-46, 1950
- Charlottenborg Forårsudstilling 1939
- Kunstnernes Påskeudstilling 1950-51; 17 i alt, 1947-48
- Svendborg 700 års jubilæumsudstilling 1953
- 2 x 140 billedkunstnere, Nikolaj, København 1973
- S.A.K., Svendborg 1981

Separatudstillinger:
- Tjørnelund, Gothersgade, København 1929
- Ramme-Larsen, Klosterstræde, København 1933
- Kunstboden i Hyskenstræde, København 1934 (s.m. Jonna Lützhøft og Steffen Petersen)
- Arnbaks Kunsthandel, København 1940
- Kunstbygningen, Filosofgangen, Odense 1950
- Athenæum, København 1956

## Værker
- Selvportræt (1928)
- Portrætstudie (udst. 1930)
- Silderøgeri i Allinge, stormvejr (udst. 1933)
- Cafe Phønix, Dyrehavsbakken (udst. 1933)
- Snelandskab, Amager (udst. 1934)
- Portræt af Gertrud (1934)
- Vinter på Dyrehavsbakken (1934)
- Madam Blå i vindueskarmen (1938)
- Opstilling (udst. 1939)
- Interiør (udst. 1939)
- Kramers Varieté på Bakken (udst. 1940)
- Engblommer (1942)
- Sommermarked i Svendborg (1945)
- Cirkus Miehe (udst. 1945)
- Efterår i Botanisk Have (udst. 1946).
- Bag cirkusteltet (udst. 1956)
- Sommermarked i Svendborg (udst. 1956)
- Karusselbillede (udst. 1956)
- Grand Café, Oslo (udst. 1956)
- Havnepladsen i Svendborg (udst. 1956)
- Cirkusartister (udst. 1956)

Skriftlige arbejder:
- Digtsamlingen Sommertanker ved vintertid, 1958, med egne illustrationer
- digte til Vild Hvede